# 五月一秀
五月 一秀（さつき いっしゅう、本名：敷田 秀治、1951年3月6日 - ）は、福岡県遠賀郡香月町(現北九州市八幡西区) 出身の浪曲師。公益社団法人浪曲親友協会所属。定紋は『中陰花菱』。唯一の九州在住のプロ浪曲師である。

## 経歴
1973年8月五月一朗に入門「五月 秀若」を名乗る。9月木馬亭で初高座、演目は「父帰る」。1975年7月から休業。師匠のもとを無断で去り、九州で会社員となっていた。
2011年から大阪で素人として浪曲教室に通うが講師役の天中軒雲月 (5代目)に認められ、一朗門下だった過去を告白。雲月の仲立ちで約40年ぶりに一朗にわびを入れ、「五月 一秀」として浪曲界に復帰。
2012年5月浪曲親友協会入会。一時は日本浪曲協会にも所属。